# Saison 2018 de l'équipe cycliste Differdange-Losch
La saison 2018 de l'équipe cycliste Differdange-Losch est la quatorzième de cette équipe.

## Préparation de la saison 2018

### Arrivées et départs
| Arrivées           | Équipe 2017                  |
| ------------------ | ---------------------------- |
| Raphaël Kockelmann | CCI Differdange              |
| Olivier Pardini    | WB-Veranclassic-Aqua Protect |
| Rick Stemper       | CCI Differdange              |
| Kevin Verwaest     | Tarteletto-Isorex            |
| Laurin Winter      | Heizomat                     |

| Départs           | Équipe 2018     |
| ----------------- | --------------- |
| Mike Diener       |                 |
| Krisztián Lovassy | Kobanya         |
| Cristian Raileanu | Torku Şekerspor |
| Gabriel Reguero   | VIB Sports      |
| Wayne Stijns      |                 |
| Cédric Raymackers | Cibel-Cebon     |

## Coureurs et encadrement technique

### Effectif
| Cycliste           | Date de naissance | Nationalité | Équipe 2017                  |  |
| ------------------ | ----------------- | ----------- | ---------------------------- |  |
| Claudio Catania    | 4 mai 1992        | Italie      | Differdange-Losch            |  |
| Ivan Centrone      | 17 septembre 1995 | Luxembourg  | Differdange-Losch            |  |
| Tiago da Silva     | 6 février 1997    | Luxembourg  | Differdange-Losch            |  |
| Jelle Donders      | 18 juin 1993      | Belgique    | Differdange-Losch            |  |
| Raphaël Kockelmann | 10 mai 1999       | Luxembourg  | CCI Differdange              |  |
| Olivier Pardini    | 30 juillet 1985   | Belgique    | WB-Veranclassic-Aqua Protect |  |
| Jan Petelin        | 2 juillet 1996    | Luxembourg  | Differdange-Losch            |  |
| Balázs Rózsa       | 26 novembre 1995  | Hongrie     | Differdange-Losch            |  |
| Maxim Rusnac       | 29 septembre 1992 | Moldavie    | Differdange-Losch            |  |
| Rick Stemper       | 6 septembre 1999  | Luxembourg  | CCI Differdange              |  |
| Josh Teasdale      | 23 octobre 1993   | Royaume-Uni | Differdange-Losch            |  |
| Tom Thill          | 31 mars 1990      | Luxembourg  | Differdange-Losch            |  |
| Larry Valvasori    | 30 mai 1996       | Luxembourg  | Differdange-Losch            |  |
| Tom Vermeer        | 28 décembre 1985  | Pays-Bas    | Differdange-Losch            |  |
| Kevin Verwaest     | 6 janvier 1989    | Belgique    | Tarteletto-Isorex            |  |
| Laurin Winter      | 4 septembre 1996  | Allemagne   | Heizomat                     |  |

## Bilan de la saison

### Victoires
| Date | Course | Pays | Classe | Vainqueur |
| ---- | ------ | ---- | ------ | --------- |